# فرانك د. وايت
فرانك د. وايت (بالإنجليزية: Frank D. White)‏ هو تاجر أسهم ومصرفي وسياسي أمريكي، ولد في 4 يونيو 1933 في تيكساركانا في الولايات المتحدة، وتوفي في 21 مايو 2003 في ليتل روك في الولايات المتحدة بسبب نوبة قلبية. حزبياً، نشط في الحزب الديمقراطي والحزب الجمهوري. وقد انتخب حاكم أركنساس ‏ (19 يناير 1981 – 11 يناير 1983).